# Jynx (gènere)
Jynx és un gènere d'ocells, únic de la subfamília Jynginae, dins la família dels pícids (Picidae). Llur estranya conducta defensiva, en què imiten una serp, mitjançant moviments del coll mentre emeten un sisseig, els ha valgut el nom vulgar de colltorts. Un d'ells, Jynx torquilla, habita als Països Catalans.

## Morfologia
Fan 16 -17 cm de llargària, amb un pes de 30 – 40 grams. El plomatge és marró i molt críptic, amb una línia fosca que travessa l'ull. No hi ha dimorfisme sexual.

## Ecologia
Viuen en boscos oberts, parcs, horts i praderies amb arbres, d'Euràsia i Àfrica. L'espècie septentrional, que cria en Àsia i Europa, emigra en hivern fins a Àfrica i el sud-est asiàtic. L'altra espècie habita en Àfrica meridional.
S'alimenten principalment de formigues, que obtenen, com els altres pícids, amb l'ajut de la llengua.
Aprofiten per niar cavitats naturals o forats fets pels picots, sense afegir cap material. La femella pon 5 – 14 ous blancs, que cova 12 – 13 dies, romanent al niu 21 dies.

## Llista d'espècies
Se n'han distingit dues espècies dins aquest gènere:
- Colltort comú (Jynx torquilla).
- Colltort gorja-roig (Jynx ruficollis).